# Szilvásszentmárton
Szilvásszentmárton là một thị trấn thuộc hạt Somogy, Hungary. Thị trấn này có diện tích 7,08 km², dân số năm 2010 là 189 người, mật độ 27 người/km².